# Centaures del desert
Centaures del desert (títol original en anglès: The Searchers) és una pel·lícula de western dirigida per John Ford l'any 1956.

## Importància de la pel·lícula
Per a diversos crítics, se la considera com el millor western de la història del cinema i com una de les millors creacions cinematogràfiques de tots els temps. Va ser rodada en exteriors naturals de gran bellesa.
Un home parteix a la recerca dels indis que es van emportar a la seva neboda. Aquest és el -aparentment- simple argument d'un viatge al centre de l'odi i la intolerància a càrrec del millor John Wayne. El mestre Ford va tornar a demostrar per què és un dels millors directors de la història del cinema en un genial relat ple de força, amargor, poesia i perfecció. Una obra d'art.
Centaures del desert és una pel·lícula de l'oest diferent a totes, fins i tot a les anteriors realitzades per John Ford, perquè impugna el substrat mitològic del gènere. A diferència de, per exemple, Stagecoach (1939) o La legió invencible (1949), aquí no es tracta de parlar del sagrat o de l'èpic; tampoc no s'aborda la mítica cosmogònica o fundacional de The Iron Horse (1924) o Drums Along the Mohawk (1939).
En realitat, és un conte sinistre que explora els límits de la consciència nord-americana, el seu costat més fosc, tractant temes com la família, la moral, les relacions entre sexes o la violència, de manera gens tranquil·litzadora, qüestionant arquetips, fórmules.
L'heroi de la cinta, Ethan Edwars (John Wayne), és un heroi malalt i repel·lent, un maníac devorat per un odi irracional envers els comanxes i, més concretament -molt important-, cap al seu cap, Scar (Henry Brandon), responsable de matar el seu germà Aaron (Walter Coy), de violar i assassinar la seva cunyada Martha (Dorothy Jordan) i a la seva neboda més gran, Lucy (Pippa Scott), així com d'arrasar el ranxo d'aquests.

## Argument[2]
Ethan (John Wayne) torna a casa seva després d'haver estat a la guerra de Secessió i al cap de poc tota la seva família és assassinada pels comanxes, i la seva neboda raptada. Jura rescatar la seva neboda i matar tots els indis que hagin intervingut en aquests actes criminals. Durant cinc llargs anys persegueix els comanxes, acompanyat del seu nebot Martin (Jeffrey Hunter).

## Repartiment
- John Wayne: Ethan Edwards
- Jeffrey Hunter: Martin Pawley
- Vera Miles: Laurie Jorgensen

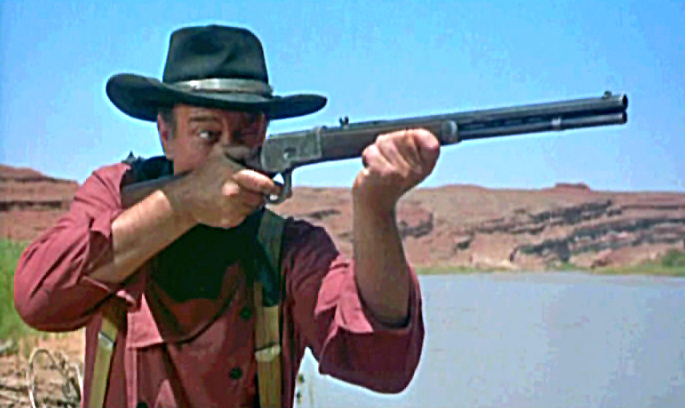
Escena del tràiler de la pel·lícula

- Ward Bond: Capità reverend Samuel Clayton
- Natalie Wood: Debbie Edwards
- John Qualen: Lars Jorgensen
- Olive Golden (aka Olive Carey): Mrs. Jorgensen
- Harry Carey Jr.: Brad Jorgensen
- Henry Brandon: el cap Scar
- Ken Curtis: Charlie McCorry
- Antonio Moreno: Emilio Figueroa
- Hank Worden: Mose Harper
- Lana Wood: Debbie de petita